# تو سرنوشت منی
تو سرنوشت منی (کره‌ای: 너는 내 운명) یک مجموعه تلویزیونی محصول کره جنوبی در سال ۲۰۰۸ با بازی ایم یون آه، پارک جه جونگ، لی جی هون و گونگ هیون جو است. این مجموعه از ۵ مه ۲۰۰۸ تا ۶ ژانویه ۲۰۰۹، روزهای دوشنبه تا جمعه ساعت ۲۰:۲۵ (کی‌اس‌تی) از کی‌بی‌اس۱ برای ۱۷۸ قسمت پخش شد. ایم یون آه عضو گروه کی-پاپ گرلز جنریشن است و این مجموعه اولین نقش اصلی او به‌شمار می‌آید.

## بازیگران
- ایم یون آه در نقش جانگ سه بیوک
- پارک جه جونگ در نقش کانگ هو سه
- لی جی هون در نقش کیم ته پونگ
- گونگ هیون جو در نقش کیم سو بین